# اللصوص (مسرحية)

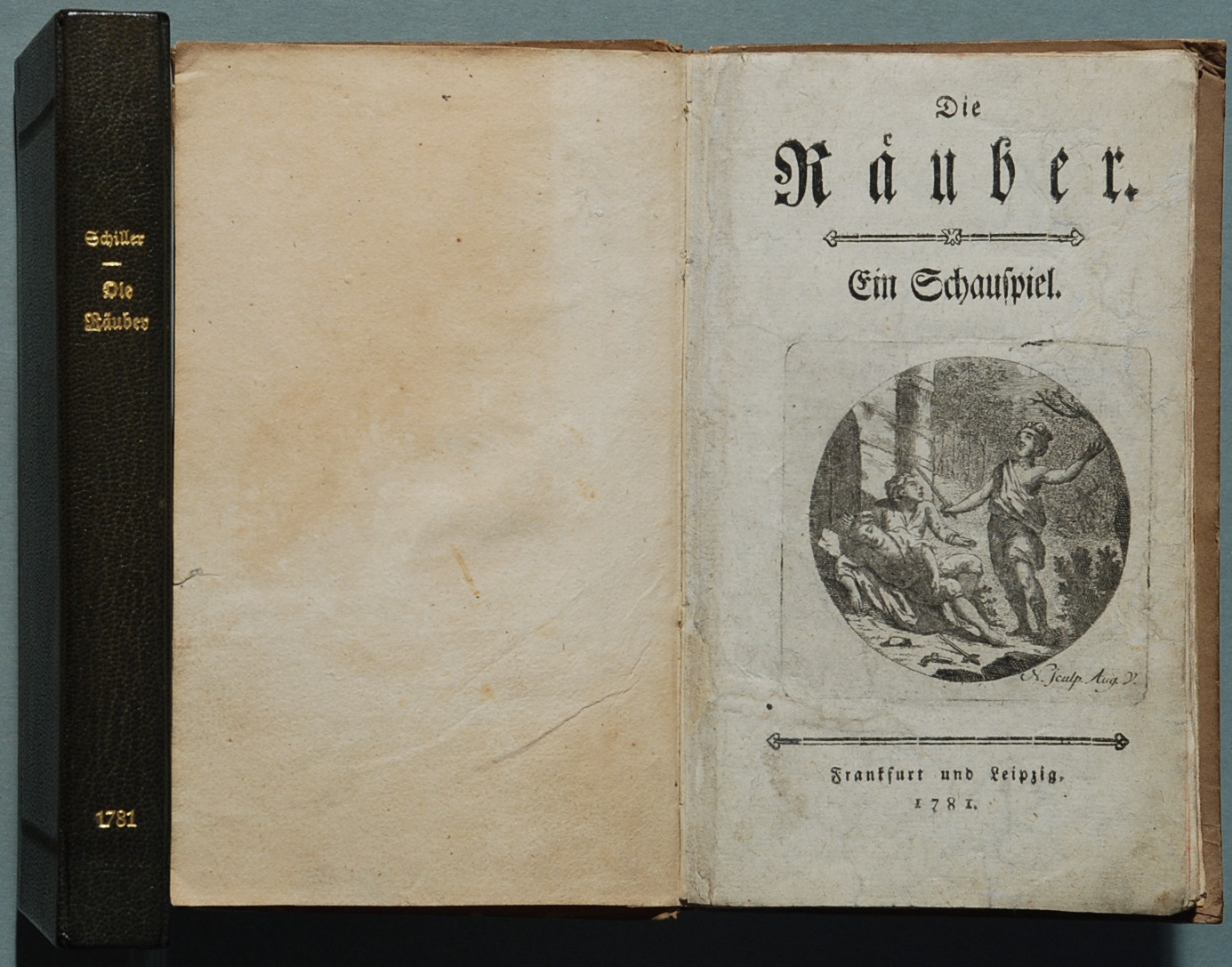
الطبعة الأولى، 1781

مسرحية اللصوص (بالألمانية: Die Räuber) المسرحية الأولى للشاعر الألماني فريدريش شيللر وقد نشرت في عام 1781 وتم عرضها على خشبة المسرح في عام 1782. واعتبرها كثير من النقاد بداية مولد أديب وشاعر سوف يتربع على عرش الأدب في ألمانيا.

## روابط خارجية
- اللصوص على موقع الموسوعة البريطانية (الإنجليزية)